# Мачин (вулкан)
Мачи́н (исп. Cerro Machín) — стратовулкан, расположенный в департаменте Толима, Колумбия, на территории национального парка Лос-Невадос в 17 км к западу от города Ибаге и в 7 км от города Кахамарка.
Состоит из нескольких вершин. Самая большая — 2750 м над уровнем моря. Считается одним из самых опасных вулканов в мире из-за плотного населения в окружающих районах. Его последнее извержение произошло в 1200 году, а начиная с 2004 года было зарегистрировано новое увеличение активности, которое привело к панике в Кахамарке в ноябре 2008 года.